# Monolithos (Rhodos)
Monolithos (griechisch Μονόλιθος (m. sg.)) ist ein kleiner Ort im Gemeindebezirk Atavyros im Westen der griechischen Insel und Gemeinde Rhodos. Der Name bedeutet im Griechischen etwa so viel wie „einsamer Fels“. Bekannt ist der Ort vor allem für seine Johanniterfestung.
Die Byzantiner errichteten etwa 1,5 km südwestlich des heutigen Ortes eine Feste, die 1467 von den Johannitern erweitert und von 1480 bis 1489 durch Pierre d’Aubusson restauriert wurde. Heute dient die Burg, die im Übrigen nie eingenommen wurde, als beliebtes Fotomotiv und Aussichtspunkt. Innerhalb der Burgmauern befindet sich eine Kapelle des heiligen Pantaleon.